# Serp de corall de Bibron
La serp de corall de Bibron (Calliophis bibroni) és una espècie de serp verinosa de la família dels Elapidae. És endèmica de l'Índia.

## Etimologia
El nom específic, bibroni, és en honor a Gabriel Bibron (1806–1848), zoòleg i herpetòleg francès.

## Distribució i hàbitat
És endèmica dels Ghats Occidentals de l'Índia, es troba distribuïda essencialment al sud de l'estat de Karnataka, l'estat de Kerala i l'estat del nord-oest de Tamil Nadu. El seu hàbitat natural preferit és el bosc humit, a elevacions d'1-1.220 m.
L'agost de 2013, es va descobrir un exemplar mort a la carretera que passava pel Parc Nacional de Mudumalai a una altitud de 894 m.

## Descripció
Té els ulls diminuts i de color negre. El frontal és gairebé tan llarg com la seva distància del musell, molt més curt que els parietals. Com no té preocular, el prefrontal contacta amb el tercer labial superior. Hi ha un postocular molt petit. Els temporals són 1+1. Hi ha set labials superiors, el tercer i el quart contacten amb l'ull. El primer labial inferior és molt allargat, formant una sutura llarga amb els seus companys. Hi ha dos parells d'escuts de barbeta. Els escuts anteriors de la barbeta són petits, molt més curts que els posteriors, i estan en contacte amb la tercera i quarta part inferior de la labial.
Les escates dorsals són llises, sense fosses apicals, i estan en 13 files al mig del cos. Les ventrals número 222-226. L'anal és sencera. Els subcaudals estan dividits i sumen 27-34 parells.
La coloració és de vermell cirera a marró porpra fosc a la part superior, vermella a sota, amb bandes creuades negres que de vegades són contínues a través del ventre. La part anterior del cap és negra per sobre.
Els adults poden assolir una longitud total de 64 cm.
És ofiòfag i s'especialitza en la presa de serps de la família Uropeltidae.
És un animal ovípar.

## Biografia
- Beddome RH (1864). "Description of a New Species of Elaps from Malabar". Proc. Zool. Soc. London 1864: 179.
- Boulenger GA (1890). The Fauna of British India, Including Ceylon and Burma. Reptilia and Batrachia. London: Secretary of State for India in Council. (Taylor and Francis, printers). xviii + 541 pp. (Callophis [sic] bibronii, p. 386).
- Deepak V, Harikrishnan S, Vasudevan K, Smith EN (2010). "Redescription of Bibron's coral snake, Calliophis bibroni Jan 1858 with notes and new records from south of the Palghat and Shencottah Gaps of the Western Ghats, India". Hamadryad 35 (1): 1–10.
- Jan G (1858). "Plan d'une iconographie descriptive des ophidiens et description sommaire de nouvelles espèces des serpents". Revue et Magasin de Zoologie Pure et Appliquée, Paris, Series 2, 10: 438-449, 514–527. (Elaps bibroni, new species, p. 526). (in French).
- Raveendran DK, Deepak V, Smith EN, Smart U (2017). "A new colour morph of Calliophis bibroni (Squamata: Elapidae) and evidence for Müllerian mimicry in Tropical Indian coralsnakes". Herpetology Notes 10: 209–217.
- Slowinski JB, Boundy J, Lawson R (2001). "The Phylogenetic Relationships of Asian Coral Snakes (Elapidae: Calliophis and Maticora) Based on Morphological and Molecular Characters". Herpetologica 57 (2): 233–245.
- Smith MA (1943). The Fauna of British India, Ceylon and Burma, Including the Whole of the Indo-Chinese Sub-region. Reptilia and Amphibia. Vol. III.—Serpentes. London: Secretary of State for India. (Taylor and Francis, printers). xii + 583 pp. (Callophis [sic] bibroni, pp. 425–426).